# Lynk & Co
Lynk & Co (chinesisch: 领克) ist eine Marke des chinesischen Automobilherstellers Geely, die im Oktober 2016 gegründet wurde. Die Fahrzeuge von Lynk & Co sind zwischen denen der Marke Geely und ihrem schwedischen Tochterunternehmen Volvo positioniert. Viele wurden zusammen mit Volvo entwickelt. Der Schwerpunkt von Lynk & Co liegt auf vernetzten Modellen und neuartigen Verkaufsstrategien, womit das Unternehmen insbesondere jüngere Autokäufer ansprechen will.

## Verkaufsstrategie
Die Fahrzeuge von Lynk & Co sollen auf den meisten Märkten über ein Direktvertriebsmodell verkauft werden. Im Gegensatz zu vielen anderen Marken, bei denen die Fahrzeuge über Autohäuser vertrieben werden, spart sich das Unternehmen so diesen logistischen Aufwand, indem die Fahrzeugbestellung über das Internet erfolgt. Es gibt aber auch mietähnliche Modelle. In China werden die ersten Fahrzeuge seit Ende November 2017 verkauft, der Marktstart für Europa und die Vereinigten Staaten war ursprünglich für Ende 2019 geplant. Seit Ende 2020 werden die ersten Modelle in Europa verkauft. Gebaut werden die Lynk-&-Co-Modelle in Taizhou.

## Fahrzeuge
Das erste Fahrzeug der Marke ist der Lynk & Co 01 auf Basis der mit Volvo entwickelten Compact Modular Architecture (CMA)-Plattform des Geely-Konzerns, auf der auch der Volvo XC40 aufbaut. Seit dem 28. November 2017 wird der Lynk & Co 01 in China verkauft. Der europäische Markt folgte Ende 2020.
Die Limousine Lynk & Co 03 wurde als Konzeptfahrzeug im April 2017 auf der Shanghai Motor Show vorgestellt. Auch sie basiert auf der CMA-Plattform. Die Serienversion ist seit Oktober 2018 in China erhältlich.
Der Crossover-SUV Lynk & Co 02 baut auch auf der CMA-Plattform auf und wurde als Serienversion am 26. März 2018 vorgestellt. Marktstart in China war am 28. Juni 2018.
Als SUV-Coupé bezeichnet der Hersteller den Lynk & Co 05, der im März 2020 in den Handel kam.
Im Juni 2020 präsentierte Lynk & Co das SUV 06.
Einen ersten Ausblick auf ein Elektroauto der Marke wurde im September 2020 mit dem 4,85 Meter langen Lynk & Co Zero Concept präsentiert. Geely gründete im März 2021 allerdings die Elektro-Marke Zeekr. Das Serienmodell wurde schließlich im April 2021 als Zeekr 001 vorgestellt.
Mit dem 09 wurde im Juni 2021 das größte SUV der Marke vorgestellt, das sich die Technik unter anderem mit dem Volvo XC90 teilt.
Mit dem Konzeptfahrzeug The Next Day zeigte Lynk & Co im Juni 2022, wie sich die Marke optisch weiterentwickeln wird.
Auf Basis des Volvo XC60 debütierte im März 2023 der 08.
Eine 4,83 Meter lange Limousine ist der 07, der im Februar 2024 erstmals gezeigt wurde.
Das erste Elektroauto von Lynk & Co ist der 10. Das über fünf Meter lange Fahrzeug wurde im Juni 2024 vorgestellt. Im Juni 2025 folgte eine Version mit Plug-in-Hybrid.
Ein weiteres Elektroauto ist der Z20, der wie beispielsweise Zeekr X oder Smart #1 auf der Sustainable Experience Architecture (SEA) von Geely basiert. Er wurde im September 2024 präsentiert.
Der Lynk & Co 900 ist ein 5,24 Meter langes SUV mit einem Plug-in-Hybrid-Antrieb. Er wurde im Januar 2025 vorgestellt.

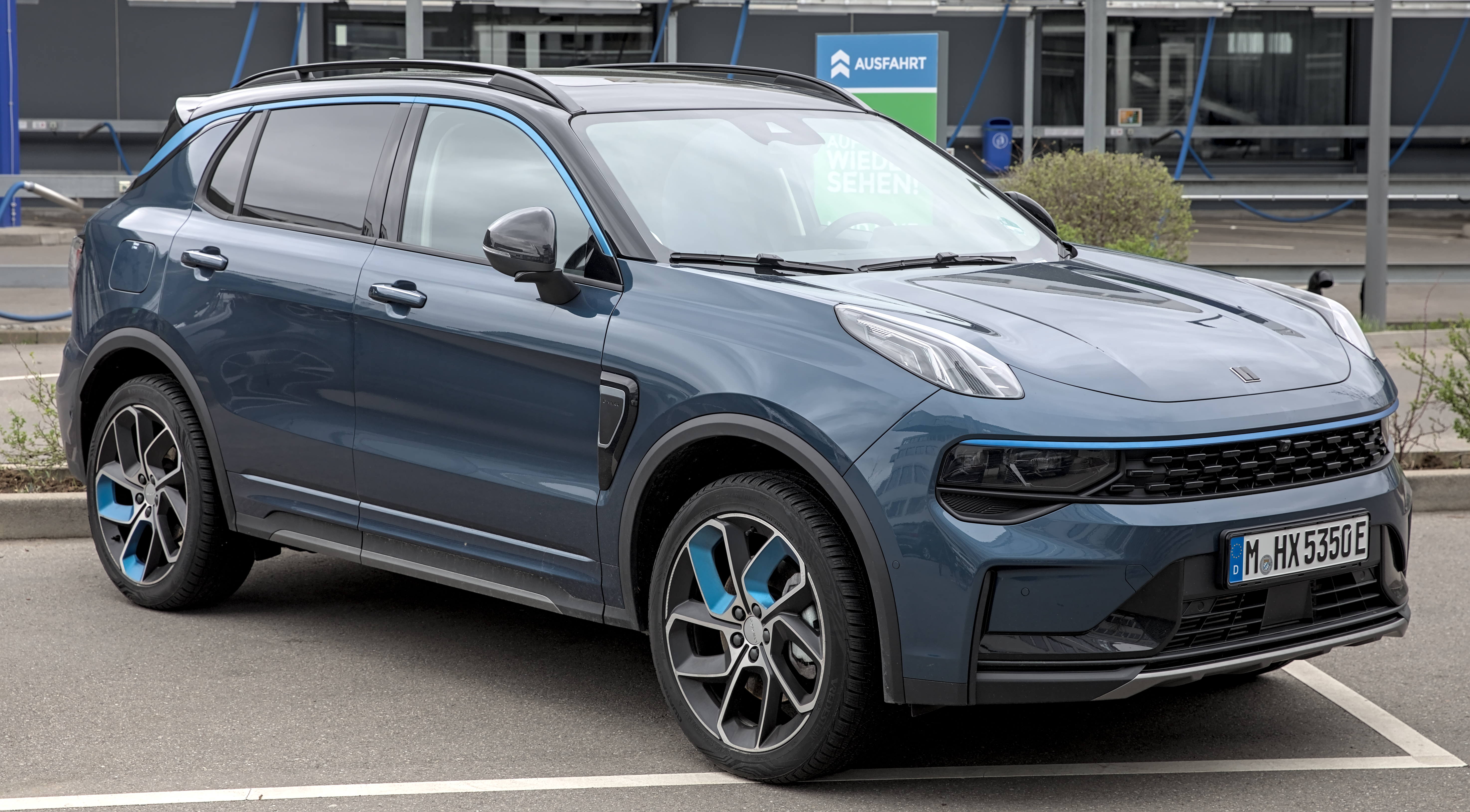
Lynk & Co 01 (seit 2017)
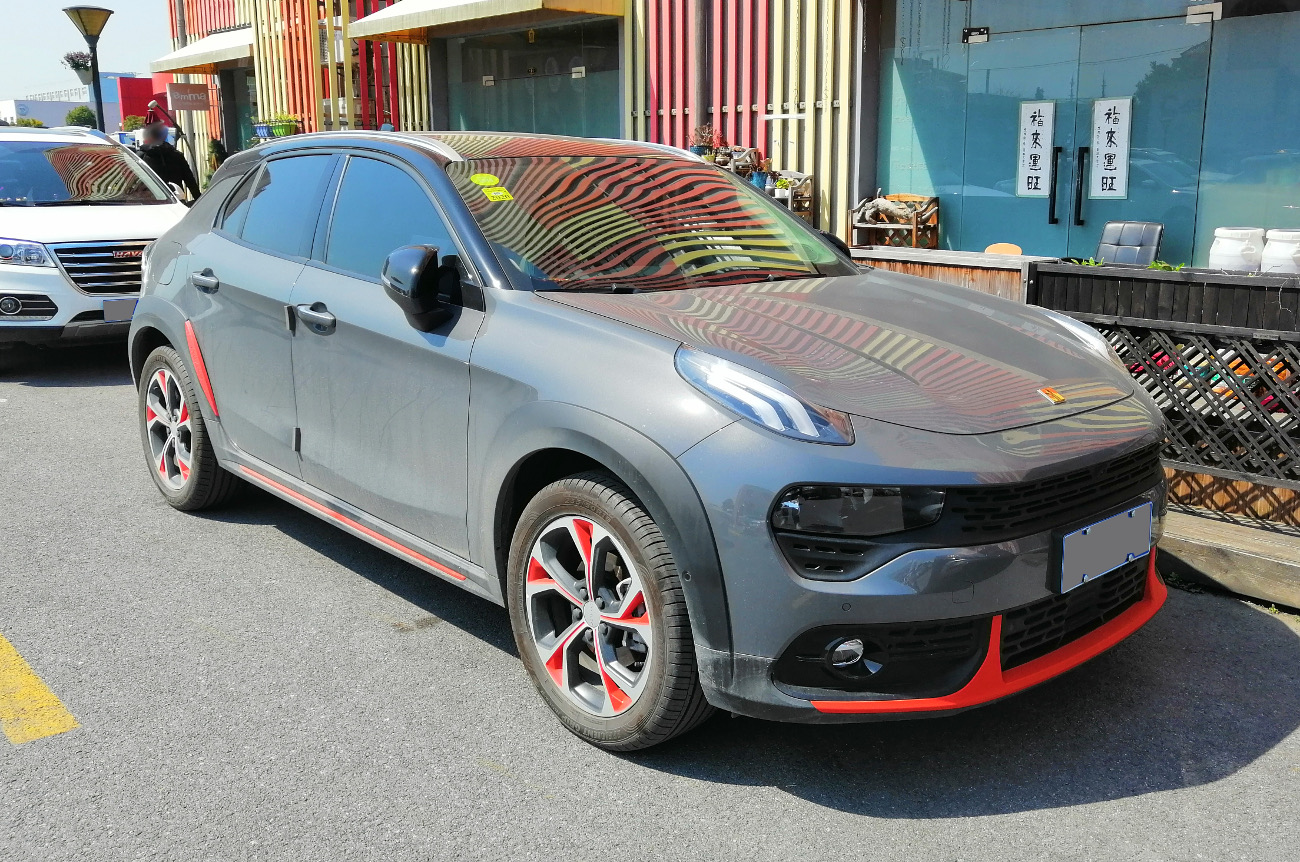
Lynk & Co 02 (2018–2022)
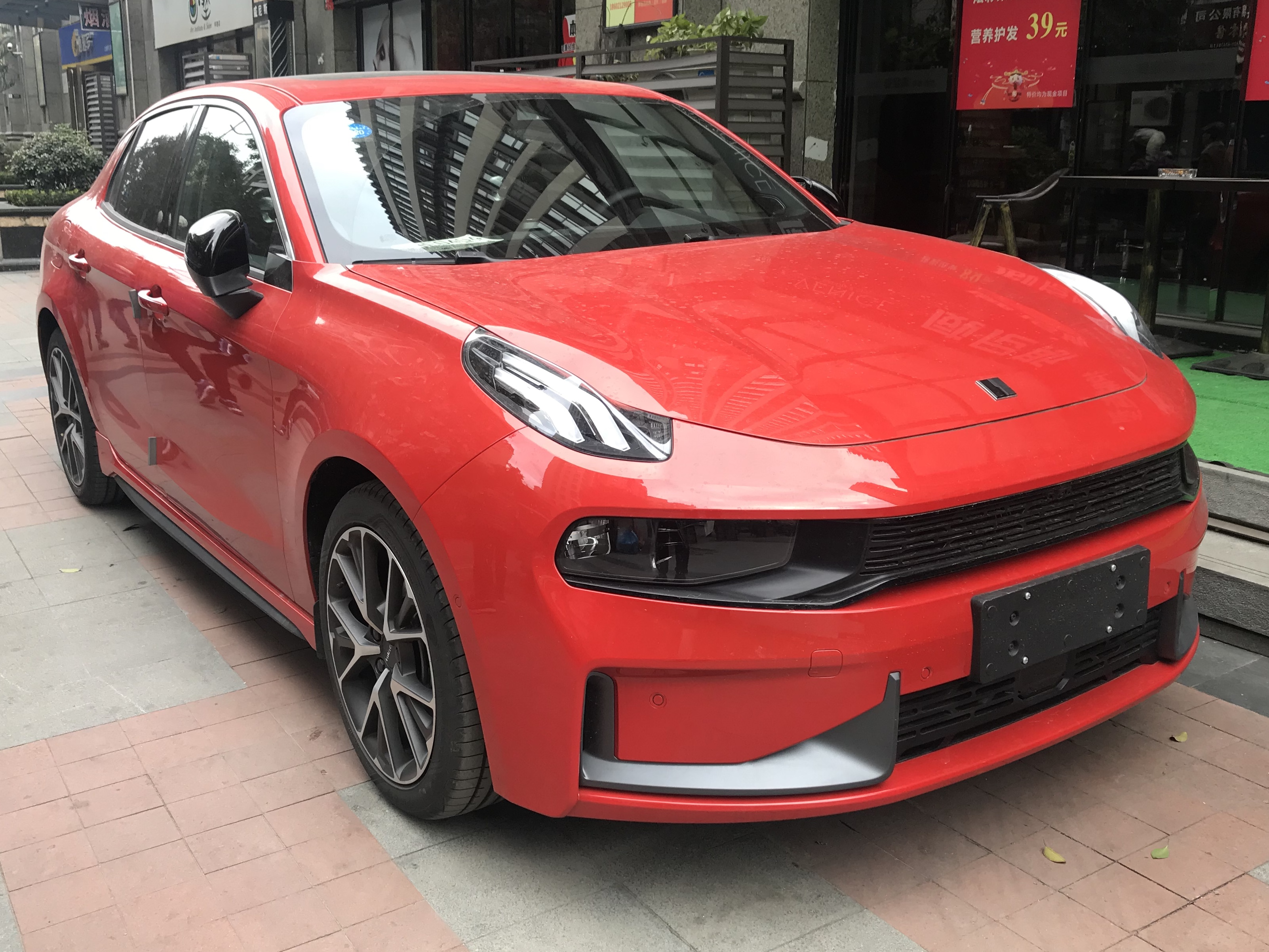
Lynk & Co 03 (seit 2018)
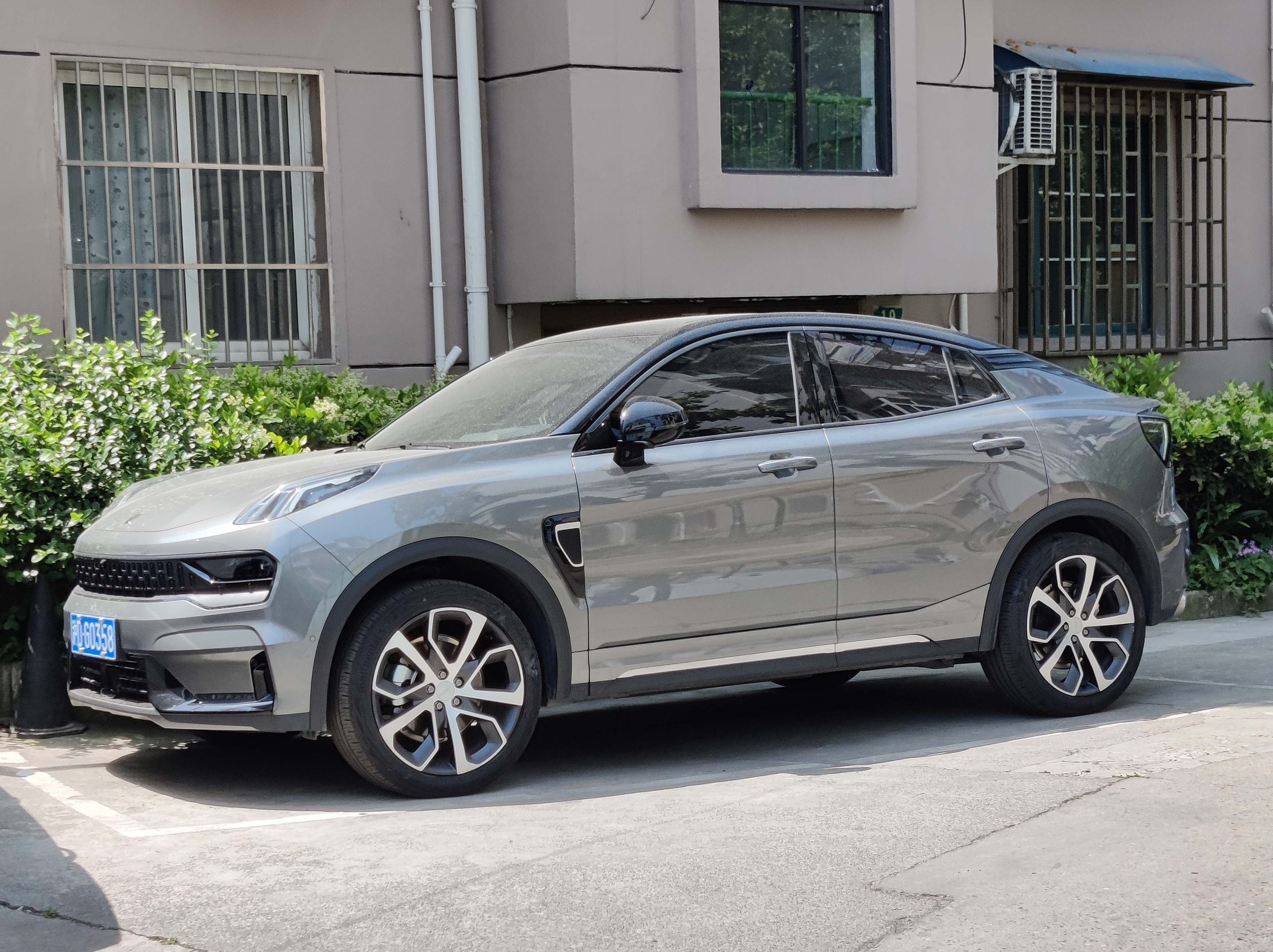
Lynk & Co 05 (seit 2020)
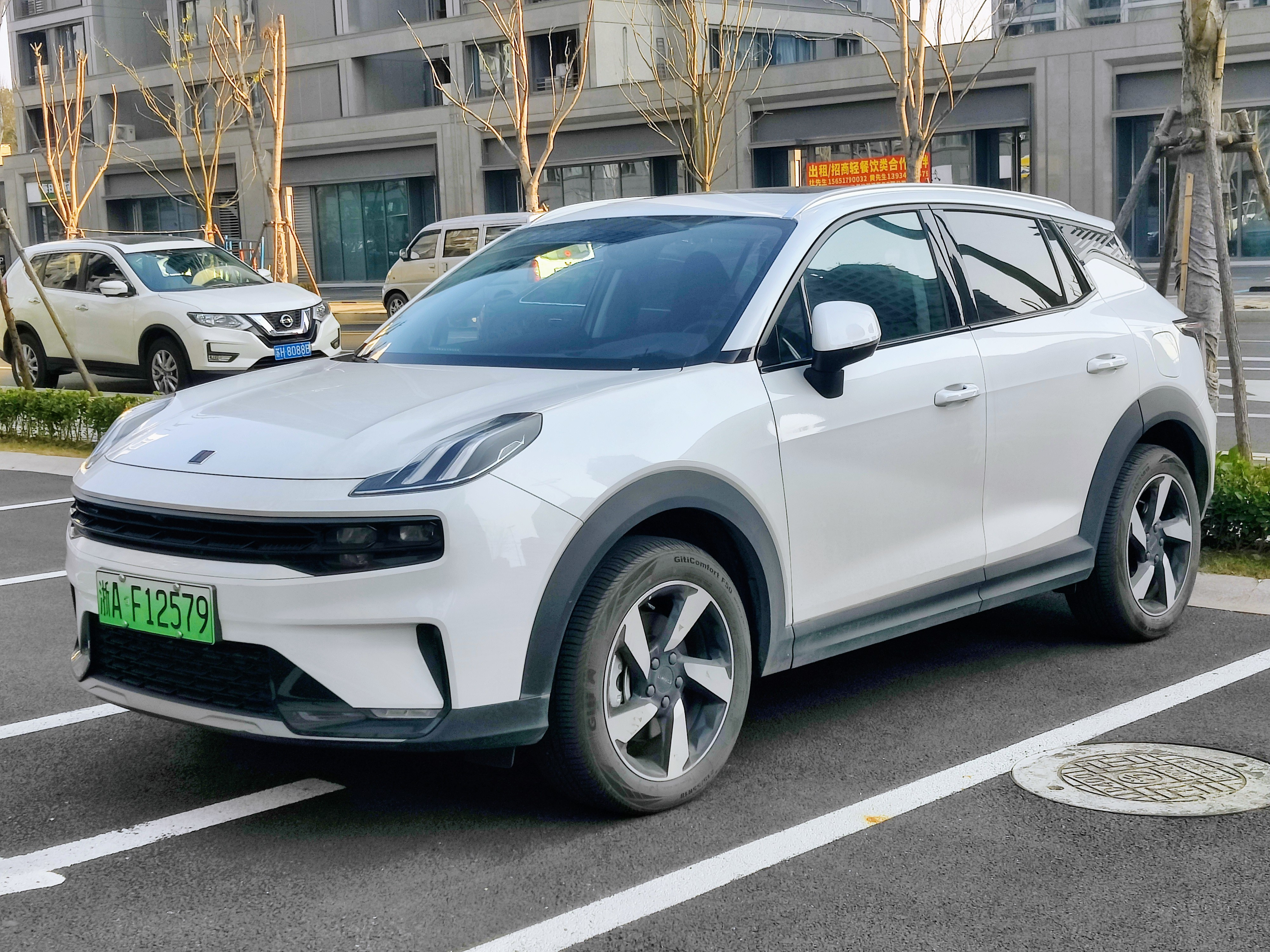
Lynk & Co 06 (seit 2020)
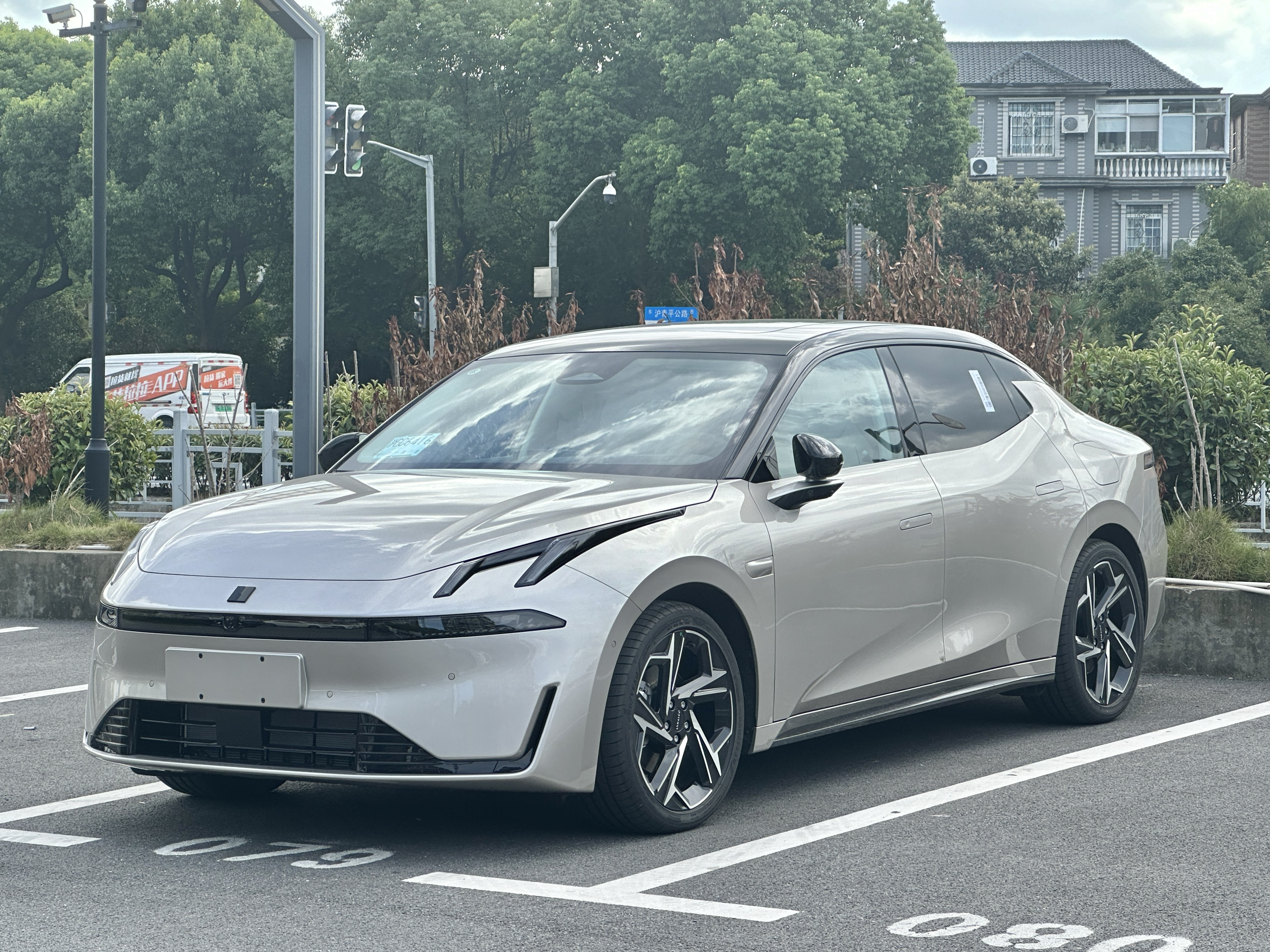
Lynk & Co 07 (seit 2024)
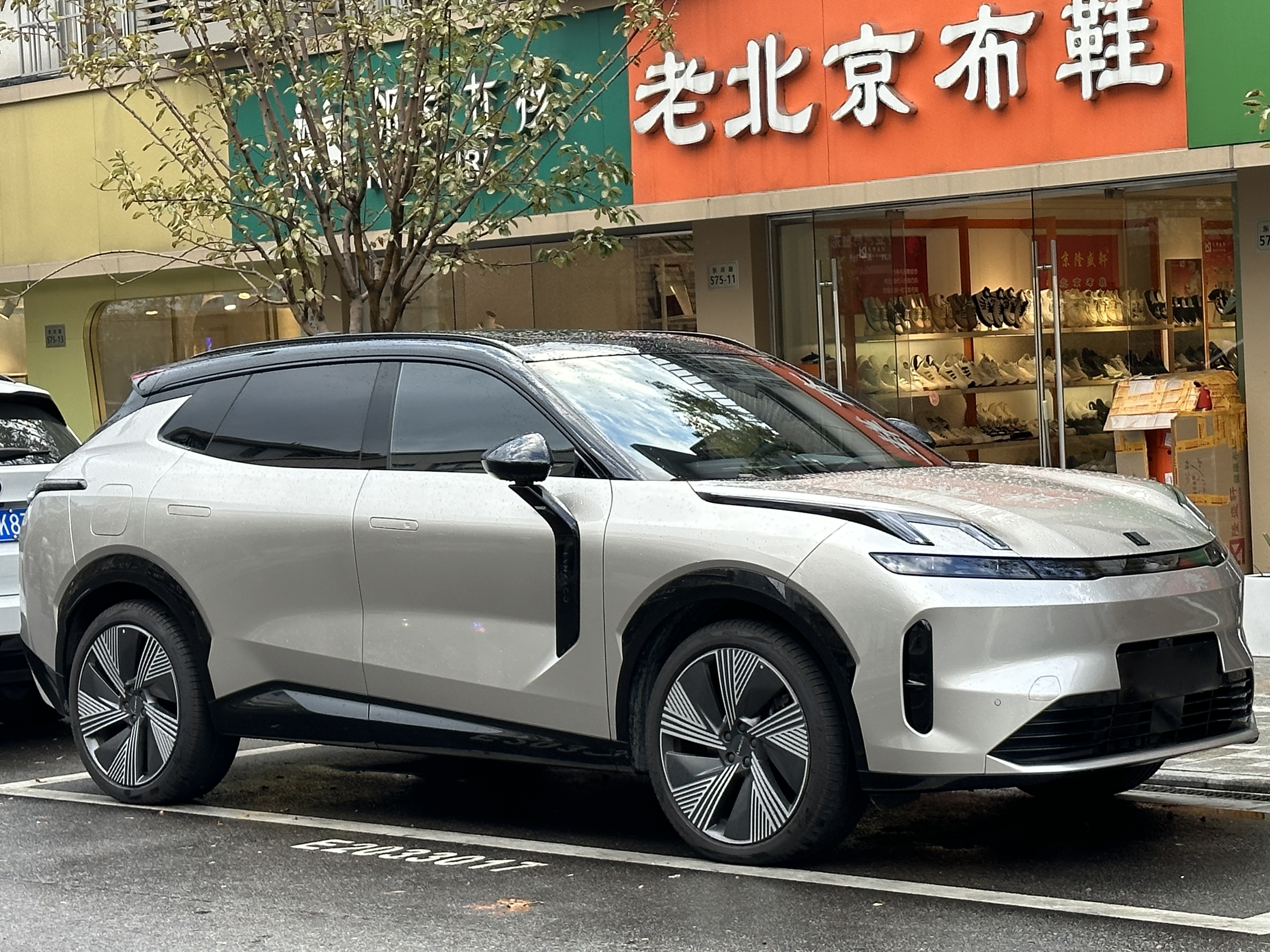
Lynk & Co 08 (seit 2023)
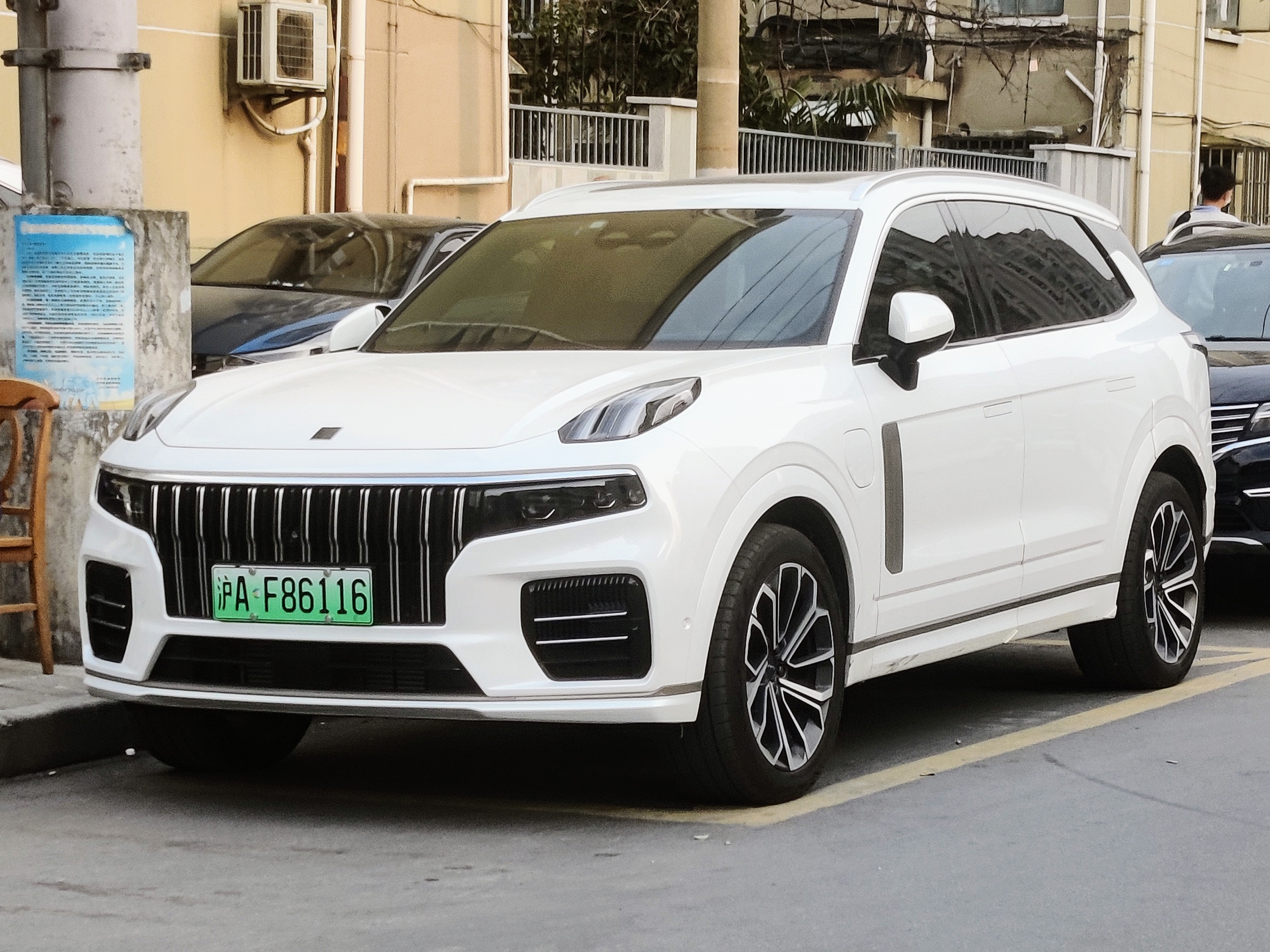
Lynk & Co 09 (seit 2021)
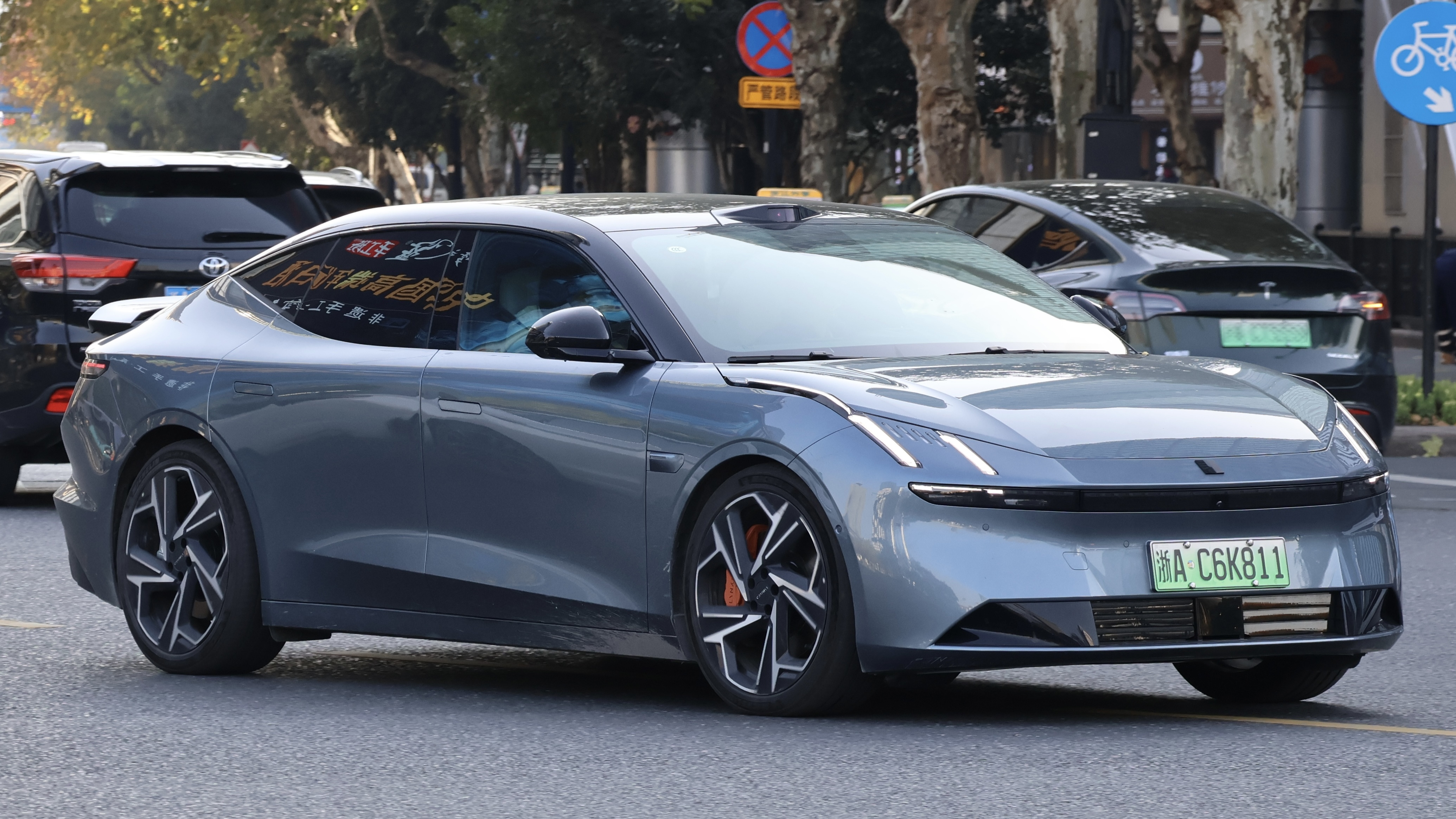
Lynk & Co 10 (seit 2024)
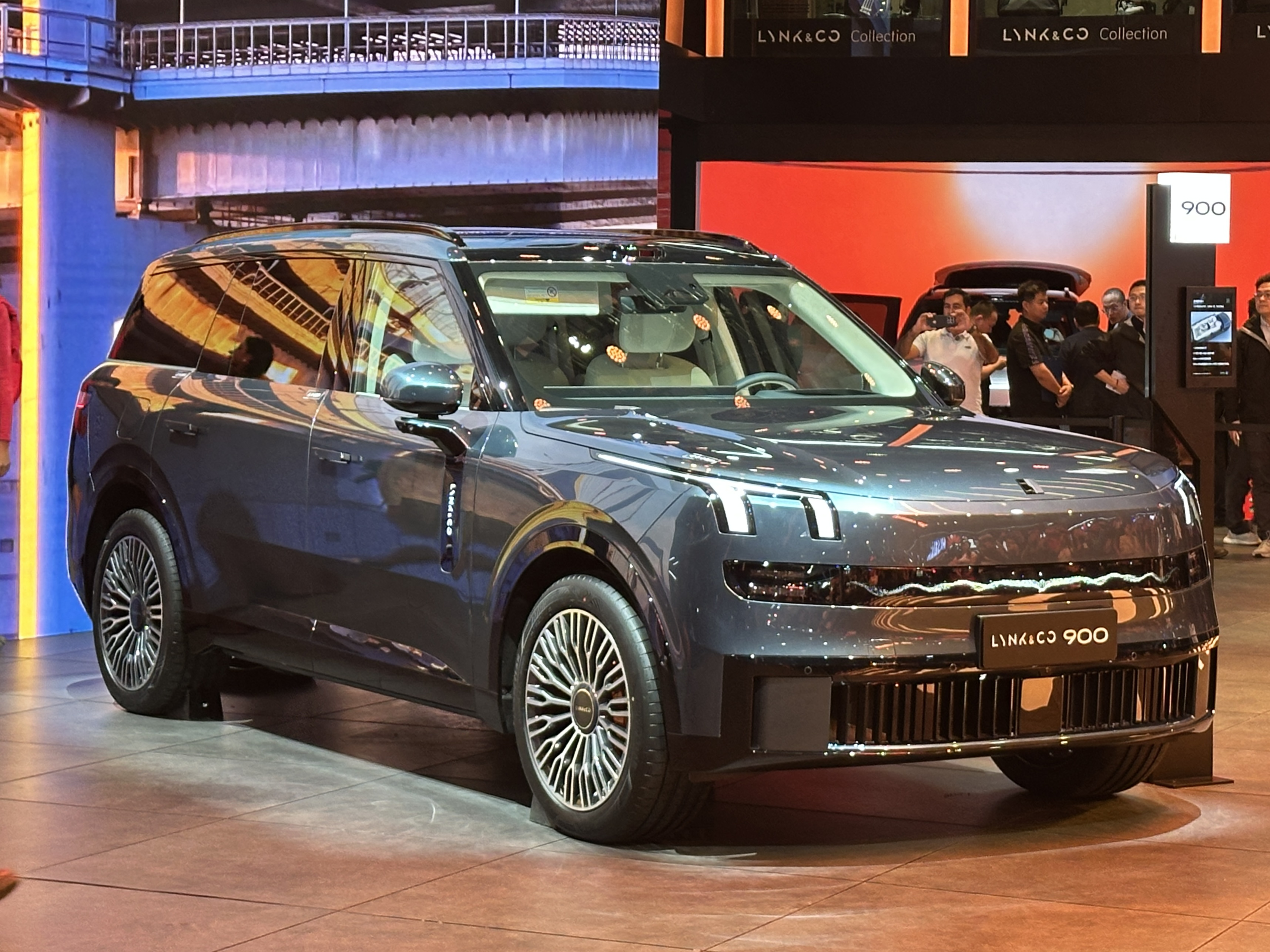
Lynk & Co 900 (seit 2025)
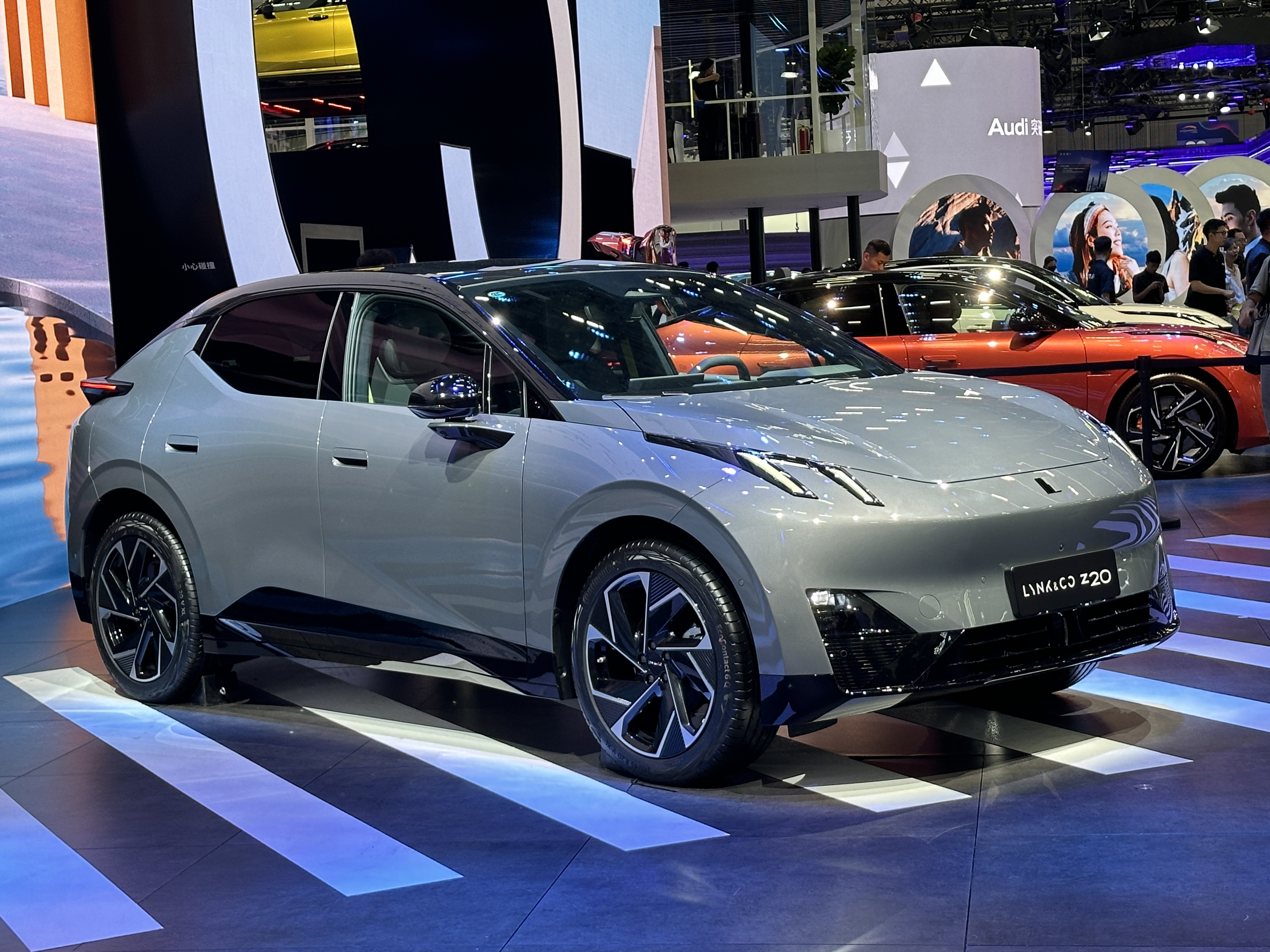
Lynk & Co Z20 (seit 2024)

## Verkaufszahlen in China
Zwischen 2017 und 2022 sind in der Volksrepublik China insgesamt 821.898 Fahrzeuge von Lynk & Co verkauft worden. Mit 221.878 Einheiten war 2021 das erfolgreichste Jahr.
| Jahr                             |      |  | Stück   |         |
| 2017                             | 2017 |  | 6.012   | 6.012   |
| 2018                             | 2018 |  | 120.414 | 120.414 |
| 2019                             | 2019 |  | 128.066 | 128.066 |
| 2020                             | 2020 |  | 175.456 | 175.456 |
| 2021                             | 2021 |  | 221.878 | 221.878 |
| 2022                             | 2022 |  | 170.072 | 170.072 |
| Verkaufszahlen in China, Quelle: |      |  |         |         |